# 俄瑞阿得斯
俄瑞阿得斯（古希腊语：Ὀρειάδες，字面意思是“山之少女”）希腊神话中掌管山脉和岩洞的宁芙仙女（即山岳神女）。
根据神话，俄瑞阿得斯诸仙女是狩猎女神阿耳忒弥斯的侍女，陪同女神周游各地。关于她们的父亲，或说是大神赫耳墨斯，或说是达克堤利诸精灵，或说是萨堤洛斯诸林神。
俄瑞阿得斯的名字通常是按她们主管的山脉取的。如掌管伊得山（今土耳其卡兹山）的伊达厄斯，掌管喀泰戎山（今希腊基塞龙山）的喀泰戎尼得斯，掌管珀利翁山（今希腊皮利翁山）的珀利阿得斯等。最著名的俄瑞阿得斯是回声女神厄科（掌管赫利孔山，即今希腊埃利孔山）。

## 资料来源
- 《古典神话人物词典》，艾德里安·鲁姆著，外语教学与研究出版社，ISBN 978-7-5600-6218-1
- 《神话辞典》，（苏联）M·H·鲍特文尼克等，统一书号：2017·304
- 《古希腊罗马神话鉴赏辞典》，吉林出版社，ISBN 7-206-04846-3
- 《世界神话辞典》，辽宁人民出版社，ISBN 7-205-00960-X